# 후지노미야시
후지노미야시(일본어: 富士宮市)는 일본 시즈오카현 동부의 후지산 서남쪽 기슭에 있는 도시이다. 2010년 3월 23일에는 시바카와정을 편입했다.

## 지리
내륙 고원의 기슭과 후지산의 비탈면에 위치하며 고도는 최저 35m에서 최고 3,336m에 이르고, 연평균 기온은 15.6도이다. 시의 대부분은 후지하코네이즈 국립공원의 영역 내에 있다.
후지노미야는 후지산 등반의 출발점 중 하나로 알려져 있고, 후지산 정상의 일부가 후지노미야시에 속한다.

## 역사
후지노미야는 고대부터 사람이 살기 시작했고 스루가국의 이치노미야인 후지산 본궁 센겐 타이샤(富士山本宮浅間大社)와 관련된 시장 마을로 발전하였다. 센고쿠 시대에 요새화되었고 스루가국과 가이국을 연결하는 역참 마을로 번성하였다. 영국의 영사인 러더퍼드 앨콕 경은 1860년에 후지노미야를 출발해 후지산에 오른 첫 번째 외국인이다.
후지노미야시는 1942년 6월 1일에 성립하였고, 2010년 3월 31일에 시바카와정이 후지노미야시에 편입되어 후지군은 소멸되었다.

## 교통

### 철도
- 도카이 여객철도 미노부선

### 도로
- 국도 제139호선
- 국도 제469호선

## 인구
| 연도 | 인구    | ±%     |
| ---- | ------- | ------ |
| 1940 | 65,378  | —      |
| 1950 | 86,447  | +32.2% |
| 1960 | 88,719  | +2.6%  |
| 1970 | 99,021  | +11.6% |
| 1980 | 118,214 | +19.4% |
| 1990 | 127,127 | +7.5%  |
| 2000 | 130,372 | +2.6%  |
| 2010 | 131,996 | +1.2%  |

## 자매 도시
- 미국 캘리포니아주 샌타모니카
- 대한민국 경상북도 영주시
- 중화인민공화국 저장성 사오싱시